# Lukcsics József
Lukcsics József (Kerta, 1875. február 4. – Veszprém, 1937. március 19.) kanonok.

## Élete
Lukcsics Pál (1892-1936) történész bátyja. A gimnáziumot Pápán és Veszprémben, a teológiát Budapesten és az Augustineumban végezte. 1897-ben pappá szentelték. 1899-ben doktorrá avatták. 1900-tól Pápán volt káplán és tanítóképzői hittanár. Hornig Károly veszprémi püspök a római Magyar Történeti Intézetbe küldte, ahol főként a veszprémi püspökség római oklevéltárának összeállításán dolgozott, firenzei, velencei és milánói levéltárakban is kutatott.
1903-tól püspöki könyvtáros, ez évben időrendi sorrendbe rendezte a veszprémi káptalan levéltárát. 1904-től a budapesti Egyházi Könyvtár tisztviselője, 1906-tól a Hittudományi Kar bekebelezett doktora, 1909-1922 között az egyháztörténet tanára. 1912-1913-ban és 1917-1918-ban a Hittudományi Kar dékánja. 1922-től veszprémi kanonok. 1923-tól egyházmegyei főtanfelügyelő. 1926-tól kapornaki címzetes apát, 1927-től somogyi főesperes 1931-től az Egyházmegyei Alapítványi Pénztár egyik igazgatója. 1934-től püspöki prelátus s a káptalani javak dékánja.
Ajándékából építették a kertai plébániát.
1912-től az 5. kötettől társszerkesztője volt az Egyháztörténeti emlékek a magyar hitújítás korából sorozatnak. A Monumenta Vaticana Hungariae-n is dolgozott. A Szent István Akadémia II. osztályának 1915-től alapító tagja. Hagyatéka a Veszprémi Érseki és Főkáptalani Levéltárban található.

## Művei
- 1902/1907 A veszprémi püspökség római oklevéltára. Monumenta episcopatus Wesprimiensis Romana. I-IV. Budapest.
- 1907 Series episcoporum Wesprimiensium e documentis correcta. Budapest.
- 1908 Uski János veszprémi püspök Zsigmond király diplomatája. Budapest.
- 1908 Kk. pápai adókönyvek. Budapest.
- 1908 A veszprémi káptalan a 16. században. Veszprém.
- 1909 A veszprémi egyházmegye könyvészete. Veszprém.
- 1910 A Galilei kérdés. Budapest.
- 1912 Veszprém múltja és jelene. (társszerző)